# 愛人 もうひとりのわたし
『愛人 もうひとりのわたし』（あいじん もうひとりのわたし、原題：배니싱 트윈）は、2000年公開の韓国映画。

## 概要
心理ミステリー&エロチック・スリラー。双子の姉の自殺の謎を探るヒロインが、やがて自らの隠された秘密を知ることになる。
『ツー・コップス』のチ・スウォンが、四年ぶりにスクリーン・カムバック。偶然出会ったアートラバーという男と情熱的な情事に陥るユジンを演じ、オールヌードも披露。彼女はシナリオを受け取った当初は、セックスシーンの多さを負担に感じたが。
女主人公チ・スウォンの最後の濡れ場が話題を集め、彼女はこの映画で「韓国のシャロン・ストーン」というタイトルを握った。
純製作費5億ウォン。試写会の時に上映されたプリントを再編集し、15分あまり短くしたバージョンで劇場公開。

## ストーリー
有能な弁護士の夫と娘のミンジをもつ主婦ユジンは、キュレーターとしても活躍し、人も羨む安泰な生活を送っている。そんな彼女のもとに、彼女の双子の姉スンジンがアメリカから帰国するという知らせが届く。姉は、妙に人を惹きつける魅力をもっていて、ユジンにとって憧れと畏敬の存在だった。ユジンは、姉に会えるという期待感の中に漠然とした不安感を感じる。
米国から一人で帰国した姉の夫ジノは、スンジンが自殺したと告げる。動揺したユジンは、義理の兄ジノと関係をもってしまい、夫は二人の関係を疑い出す。
姉の死に疑問を感じたユジンは、パソコン通信を通じて偶然知り合った「アートラバー」というIDをもつ男はなぜかユジンが知らない姉の過去をいろいろ知っていた。姉の死に対する疑惑はますます大きくなり、姉の死の糸口を探そうとするユジンは、「アートラバー」とも体の関係を結ぶようになる…
ユジンは彼とのセックスを通じてある記憶を蘇らせ、真実を知ることになる。

## キャスト
| 役名                           | 俳優             | 日本語吹替 |
| ------------------------------ | ---------------- | ---------- |
| ユジン                         | チ・スウォン     | 川崎恵理子 |
| アートラバー（ハン・ドンイル） | ク・ピル         | 大倉正章   |
| キム・ジノ                     | キム・ミョンス   | 喜多川拓郎 |
| ミョンス                       | シン・ヒョンジュ | 野島昭生   |
| チョンファ（ハン・チョンファ） | イム・ジウン     | 畠山美和子 |
| キョンソ                       | パク・インソ     | 相川真美子 |
| スンジン                       | キム・ジュヒ     | 安田未央   |
| 幼いユジン                     | キム・インギョン |            |
| ミンジ                         | チェ・ジウン     | 阪田佳代   |
| 男１                           | ホ・ジョンス     |            |
| 男２                           | イ・ジョンヨン   |            |
| 少年                           | ソ・ドジン       |            |
| 家政婦                         | チャン・ミョンヒ |            |
|                                | イ・ムヨン       |            |

## スタッフ
- 監督：ユン・テヨン
- 企画：キム・ミジン、イ・ジヨン
- 製作：ヨ・ハング
- プロデューサー：イ・ジェスン
- 脚本：ソン・ドス、ユン・テヨン
- 音楽：チョン・ソンシク
- 撮影監督：コ・スボク
- 編集監修：パク・コクチ
- アートディレクター：ハ・ジョンミ
- 同時録音：ファン・ソンギ、チェ・ジェホ
- 照明監督：ソン・ジェソク
- 編集：チョン・ジンヒ、キム・ミヨン
- 助監督：ファン・ジュヨン
- 製作：Y2シネマ
- 配給：フィルムバンク